# Сулейманово (Челябинская область)
Сулейманово (баш. Сөләймән) — деревня в Кунашакском районе Челябинской области. Входит в состав Саринского сельского поселения.

## География
Расположена в юго-западной части района, на берегу озера Калды. Расстояние до районного центра, Кунашака, 21 км.

## История
Дата основания деревни неизвестна..

## Население
| 2002 | 2010 |
| ---- | ---- |
| 79   | ↘60  |

(в 1956 — 190, в 1959 — 142, в 1970 — 282, в 1983 — 125, в 1995 — 81)

## Улицы
- Береговая улица
- Дорожная улица
- Новая улица